# Niedźwiedzia Góra (wzniesienie)
Niedźwiedzia Góra – całkowicie zalesione wzniesienie (354 m n.p.m.) na obszarze Garbu Tenczyńskiego na południowy wschód od Krzeszowic, koło południowo-wschodnich krańców Tenczynka. Wchodzi w skład dużego kompleksu leśnego (m.in. Puszcza Dulowska, Las Zwierzyniecki). Położone w południowo-wschodniej części wsi Tenczynek (Niedźwiedzia Góra; ul. Krystyny). Przy Szlaku Dawnego Górnictwa.

## Kamieniołom

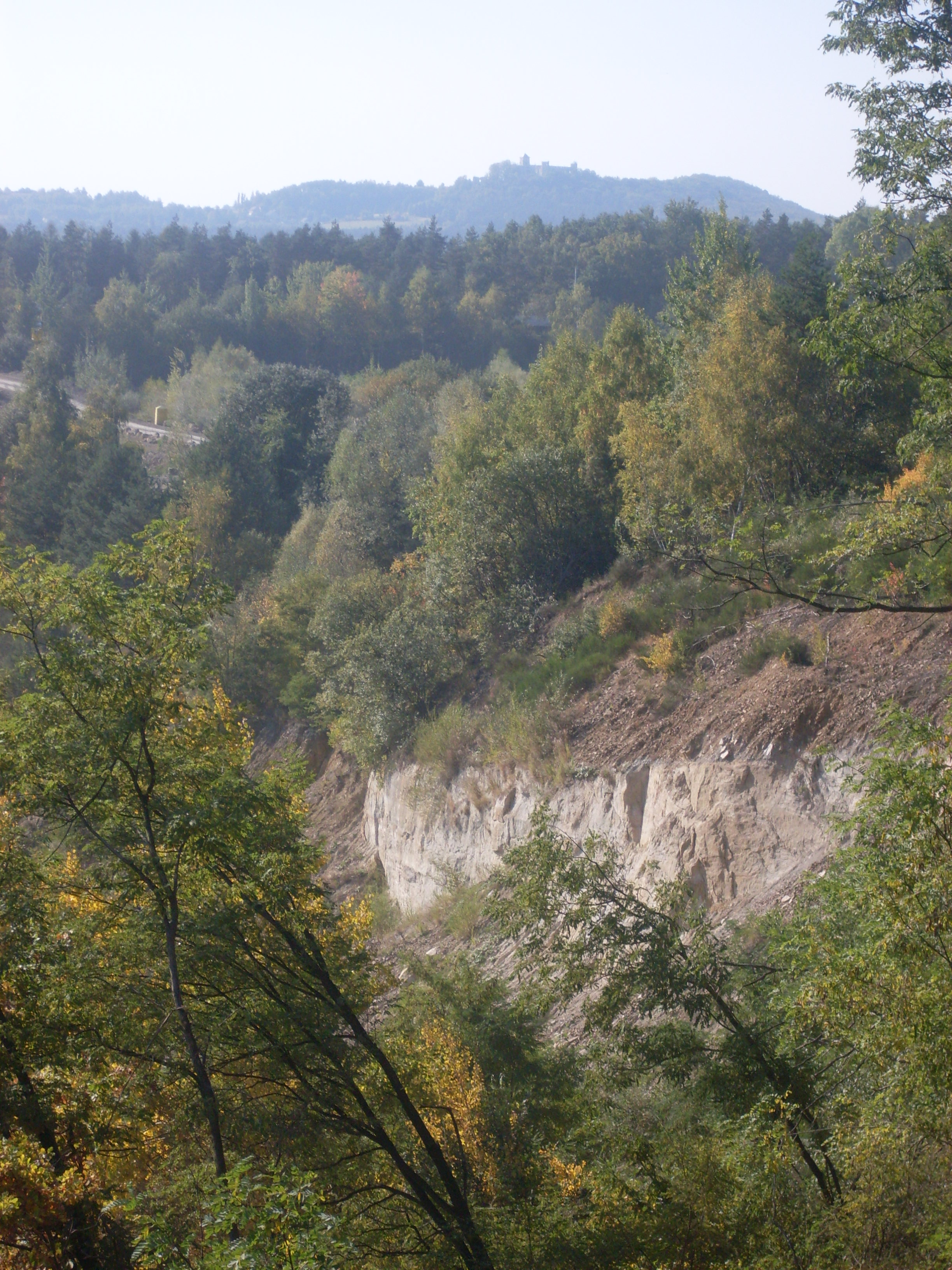
Niedźwiedzia Góra w oddali Zamek Tenczyn

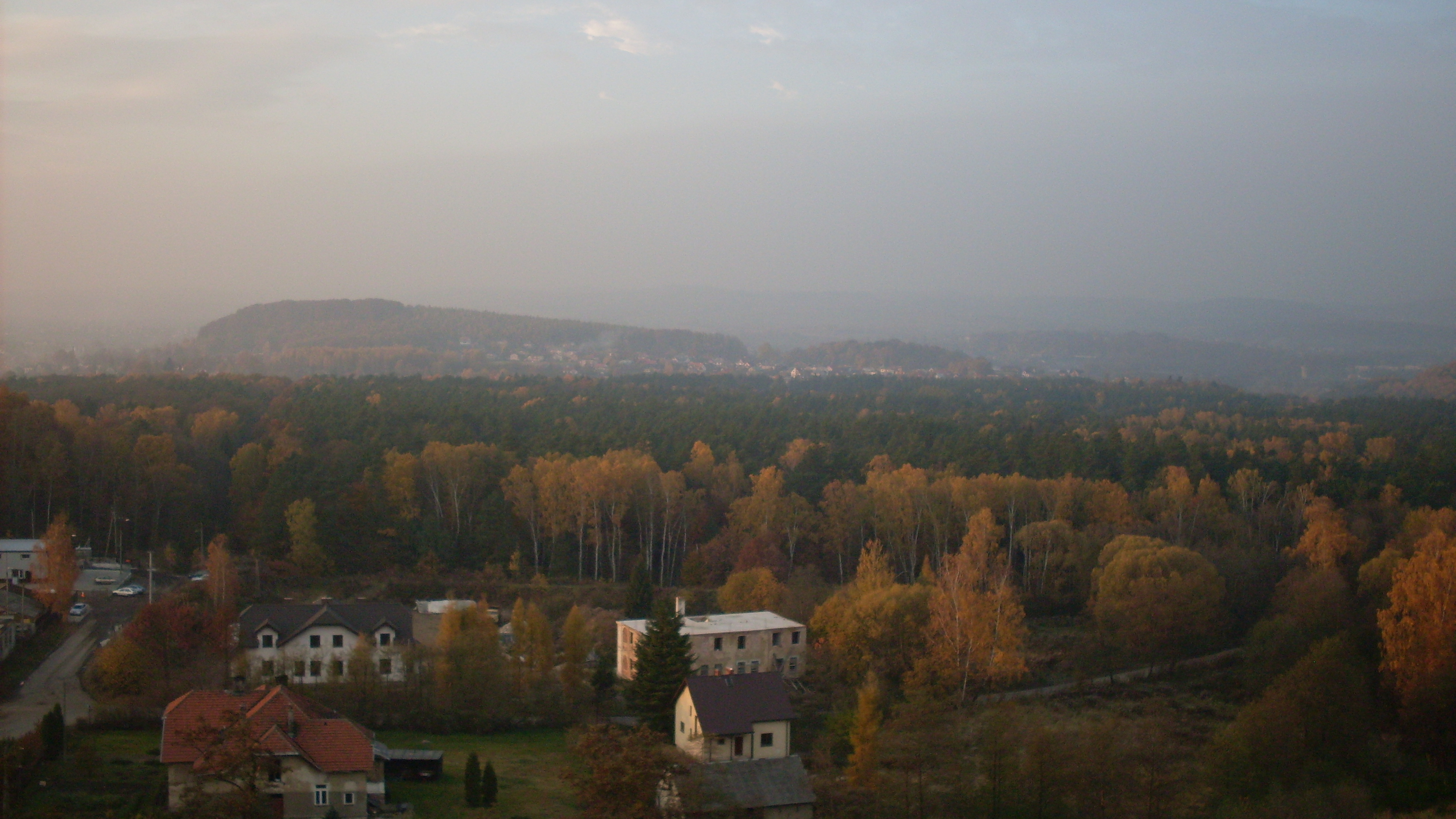
Niedźwiedzia Góra, budynki mieszkalne byłej KW Krystyna – w oddali Góra Buczyna

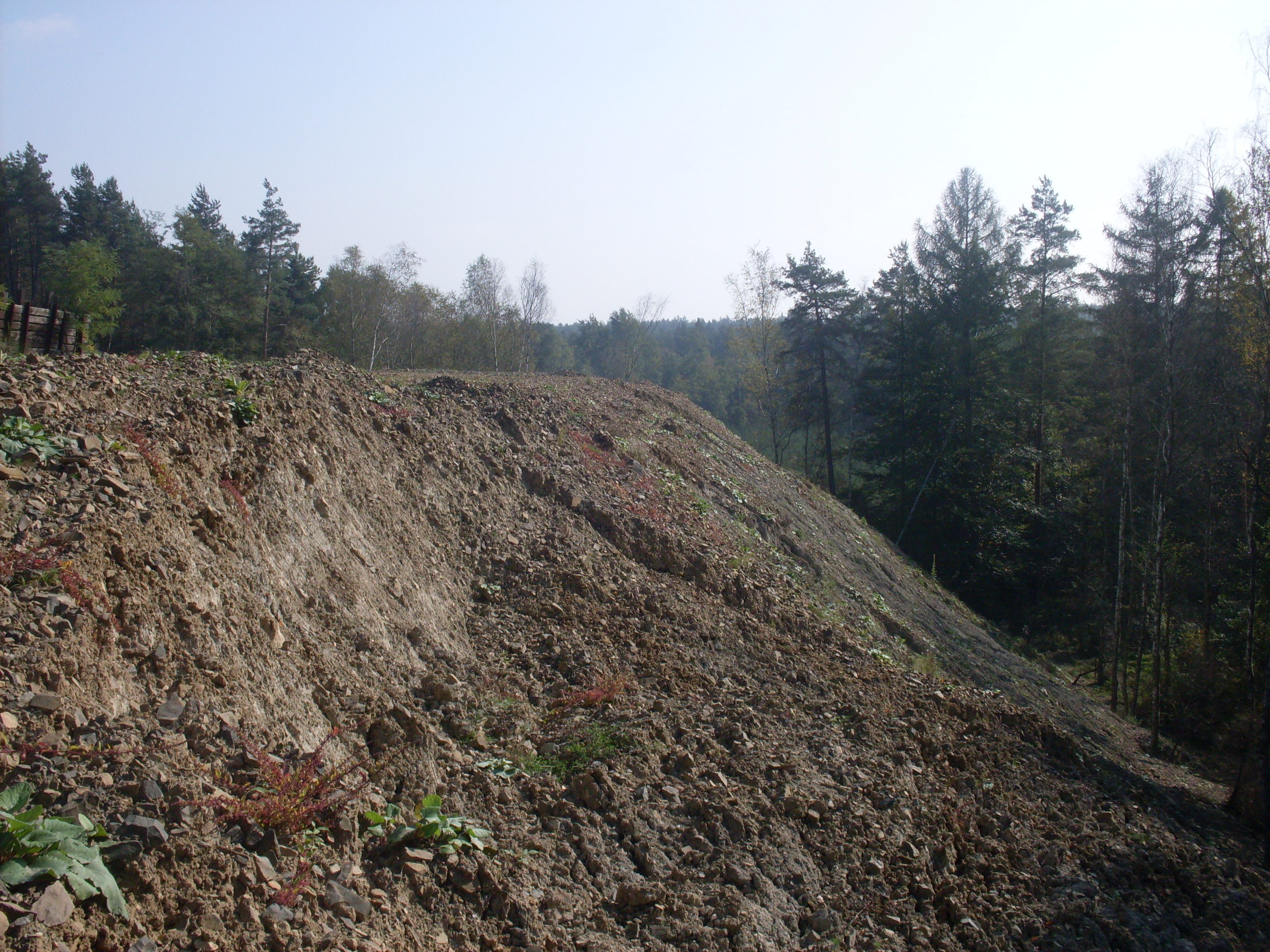
Zwałowisko zachodnie kamieniołomu Niedźwiedzia Góra

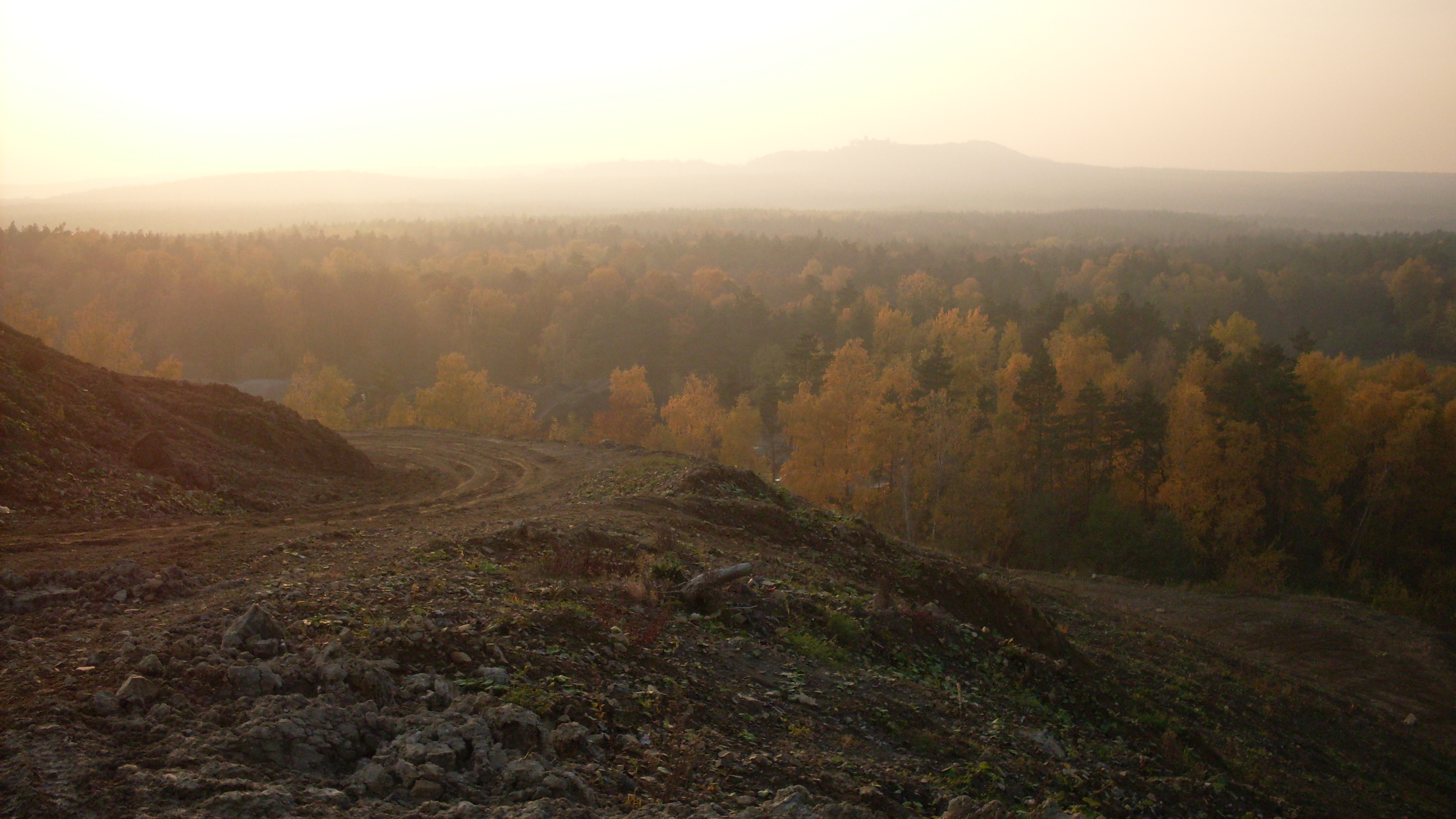
Zwałowisko północne kamieniołomu Niedźwiedzia Góra

W pobliżu Niedźwiedziej Góry czynny jest duży kamieniołom diabazów Niedźwiedzia Góra. Wydobywa się w nim i przerabia skałę pochodzenia wulkanicznego. Obok kamieniołomu dawna kopalnia Krystyna I, dalej, po północnej stronie Niedźwiedziej Góry i wzniesienia Czerwieniec (380 m n.p.m.) druga, również nieczynna kopalnia węgla Krystyna II.
W kamieniołomie Niedźwiedzia Góra eksploatowane są diabazy jako najstarsze skały wulkaniczne odsłonięte w rejonie krakowskim. Fragment jednej z intruzji o miąższości 44 m jest eksploatowany od 1902 na potrzeby drogownictwa. Wydobycie ułatwia cios słupowy. Na początku prymitywnym sposobem wydobywano kamień na potrzeby gospodarcze: utwardzanie dróg czy podmurówki pod chałupy. W latach 30. XX w. jego właścicielami byli Braun Wł., inż Kawarzyk H., łomy bazaltu. Niedźwiedzia Góra w Tenczynku.
Po II wojnie światowej kamieniołom wszedł w skład Zjednoczenia Materiałów Budowlanych w Krakowie, a następnie w skład Zjednoczenia Kamieniołomów Śląskich w Świdnicy, potem przejęty został przez Centralny Zarząd Kamieniołomów i Klinkierni Drogowych. W 1948 przeszedł na Własność Skarbu Państwa, wchodząc w skład utworzonego Przedsiębiorstwa Państwowego Krakowskie Kamieniołomy Drogowe w Krakowie, a następnie w skład Regulickich Kamieniołów Drogowych, jako podległy mu zakład wydobywczy. Do lipca 2000 złoże było eksploatowane przez Przedsiębiorstwo Państwowe Kopalnie Odkrywkowe Surowców Skalnych, a obecnie przez Kopalnie Porfiru i Diabazu Sp. z o.o..
Wydobycie jest prowadzone w obrębie grubego 30 m sillu tkwiącego wśród utworów górnego karbonu. Żyłę tą tworzy skała zbliżona swym wyglądem do bazaltu, znana jest powszechnie jako diabaz z Niedźwiedziej Góry.

## Szlaki turystyczne
Szlak Dawnego Górnictwa
 – z Krzeszowic przez Niedźwiedzią Górę, Bukową Górę, Zimny Dół do Czernichowa.

## Szlaki rowerowe
– z Krzeszowic przez Miękinię, Dolinę Kamienic, Wolę Filipowską, Puszczę Dulowską, Las Orley, rezerwat przyrody Dolina Potoku Rudno, Sankę, Dolinę Sanki i Niedźwiedzią Górę do Krzeszowic.